# Reichsfeld
Reichsfeld es una localidad y comuna francesa, situada en el departamento de Bajo Rin en la región de Alsacia.

## Demografía
| 247 | 253 | 239 | 247 | 295 | 293 |
| Para los censos de 1962 a 1999 la población legal corresponde a la población sin duplicidades (Fuente: INSEE [Consultar]) |     |     |     |     |     |

## Personajes célebres
- Mathias Ringmann : humanista (1482 - 1511)